# Mugison

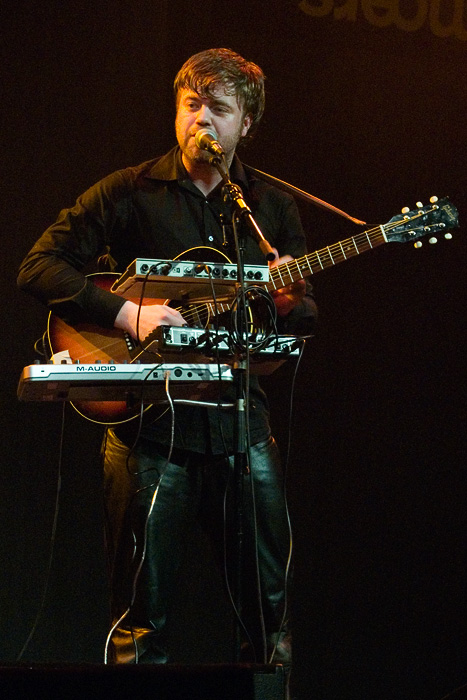
Mugison

Mugison, właśc. Örn Elías Guðmundsson (ur. 4 września 1976) – islandzki muzyk. Początkowo był jednoosobową orkiestrą jednak występuje pod tą nazwą wraz z zespołem. Studiuje w Londynie.
W 2004 otrzymał Íslensku tónlistarverðlaunin (Islandzka Nagroda Muzyczna), album Mugimama Is This Monkey Music? został okrzyknięty najlepszym albumem roku.
Mugison wystąpił w filmie Mistrzowie wrzasku (ang. Screaming Masterpiece) dotyczącym tysiąclecia islandzkiej muzyki.

## Dyskografia
- Lonely Mountain (2003)
- Niceland (2004, ścieżka dźwiękowa do filmu Niceland)
- Mugimama Is This Monkey Music? (2004)
- Little Trip (2005, ścieżka dźwiękowa do filmu Mała podróż do nieba)
- Mýrin (2007, ścieżka dźwiękowa do filmu Bagno)
- Mugiboogie (2007)
- Haglél (2011)